# حبيب قلحية
حبيب قلحية (القيروان, 14 ماي 1939-25 ديسمبر 2011) ملاكم تونسي متحصل على الميدالية البرونزية في الملاكمة لوزن ما دون 63,5 كغ في الألعاب الأولمبية الصيفية 1964 بطوكيو.

## بداية مسيرته
يذكر أن حبيب قلحية تحصل على أول ميدالية في ليبيا أثناء معرض عالمي وبمشاركة عديد البلدان ومن الصدف أن الملاكم عزوز بشير الذي كان من المفروض أن يشارك في هذه التظاهرة قد تحول إلى مصر للمراهنة على البطولة الإفريقية وهو ما فسح المجال أمام حبيب قلحية لتعويضه ولينجح منذ الوهلة الأولى وفي نفس السنة شارك في الألعاب المتوسطية بلبنان وفاز مرة أخرى بالميدالية الذهبية بعد انتصاره في الدور النهائي على ملاكم مغربي بالضربة القاضية سبق له وأن تبارى ضد صادق عمران الذي كان محترفا وفي أوجه ولم يفز عليه إلا بصعوبة..
ويذكر آنذاك أن السيد البشير القلالي أمين مال جامعة الملاكمة قد أعد تقريرا حول مشاركة تونس في الألعاب المتوسطية وقال كلاما ايجابيا جعل حبيب قلحية يعوض الملاكم عزوز بشير في وزن ما فوق الخفيف ليصبح بعد ذلك عنصرا قارا في المنتخب الوطني.

## روابط خارجية
- حبيب قلحية على موقع أوليمبيديا (الإنجليزية)